# Embalse de Porto Primavera
La represa Engenheiro Sérgio Motta (más conocida como Porto Primavera), está ubicada sobre el río Paraná, entre las ciudades de Bataiporã, Mato Grosso do Sul y Rosana, estado de São Paulo, Brasil. 
Su construcción, iniciada por la Companhia Energética de São Paulo (CESP) durante la dictadura militar, es considerada uno de los más escandalosos casos de corrupción de ese país. Iniciada en 1980, su finalización estaba prevista para 1988, pero se inauguró recién en el año 2000, a un costo de 9.000 millones de dólares.
La presa tiene una longitud de 10.186 metros de longitud, y su embalse ocupa 2.250 km², convirtiéndolo en el más largo lago artificial de ese país. A pesar de su tamaño, la central solo produce una media de 900 MW, sobre una potencia instalada de 1.540 MW, lo que la sitúa como la 3.º central hidroeléctrica más ineficaz del mundo, detrás de la represa de Balbina, en Pará, Brasil y de otra en Egipto.
Cuenta una esclusa que permite la navegación a lo largo de la Hidrovía Paraná-Tieté.